# Gunnel Ginsburg
Gunnel Elisabeth Ginsburg, född den 1 september 1942 i Engelbrekts församling, Stockholm, död den 3 april 2022 i Högalids distrikt, Stockholm, var en svensk konstnär, illustratör och formgivare.

## Biografi
Ginsburg föddes som det tredje av sex barn till radiomannen Manne Ginsburg och dennas maka Gunnel Ginsburg, född Segerstedt (1911–1997). Ginsburg var därigenom syster till TV-producenten Agneta, läkaren Bengt-Erik (född 1940), TV-producenten Eva, läraren Ulla (född 1945) och journalisten Sven (född 1947). Ginsburg var även moster till författaren Pernilla Glaser och faster till jazzsångerskan Amanda Ginsburg.   
Uppvuxen på Lidingö i en kreativ familj kom Ginsburg redan som 19 åring in på Konstfack i Stockholm. På Konstfack läste Ginsburg fyraårig textillinje och sedan studerade hon även ett år vid Beckmans designskola. Sitt yrkesliv inledde Ginsburg som fast anställd mönstertecknare för textilproducenten Gammelstad-Strömma under två år. Hon har bland annat även under 27 års tid varit frilansande illustratör för ICA-kuriren. Ginsburg var själv noga med att framhålla att hon var illustratör, och inte konstnär. Ginsburg har även undervisat vid Beckmans i mode- och figurteckning.
På fritiden ägnade sig Ginsburg bland annat åt trädgårdsarbete. Detta ledde så småningom om även till att hon 2009 gav ut boken Ogräs – Känn igen och ta bort, med egna illustrationer i. Boken fick god kritik i bland annat Svenska Dagbladet.
Ginsburg var gift med den grafiska formgivaren Åke Lindström (1937–2018), parets barn är konstnären Fanny Senocq (född 1976). Familjen bodde i Stockholm.
Mellan 2001 och 2018 var Ginsburg bosatt i Trosa med sin make. Ginsburg var där engagerad för det lokala kulturlivet, bland annat tog hon initiativet till Trosas konstrunda Konsttriangeln som grundades 2013. Ginsburg förärades 2013 även Trosa kommuns kulturpris för sina gärningar. Efter makens bortgång flyttade hon tillbaka till Stockholm.